# ポーラ美術館
ポーラ美術館（ポーラびじゅつかん）は、神奈川県足柄下郡箱根町仙石原にある美術館。公益財団法人ポーラ美術振興財団が運営している。館長は野口弘子。印象派絵画のコレクションは日本最大級。富士箱根伊豆国立公園に位置し、ブナやヒメシャラなどが見られる遊歩道を有する。

## 沿革・コレクション
ポーラ化粧品で知られるポーラ創業家2代目であった鈴木常司が数十年にわたって収集した美術品約9500点を展示するため、「箱根と自然と美術の共生」のコンセプトのもと、2002年9月に開館した。現在の収蔵作品数は約10,000点。
鈴木常司が1950年代後半から40数年かけて集めたコレクションは、西洋絵画、日本の洋画、日本画、版画、彫刻、東洋陶磁、日本の近現代陶芸、ガラス工芸、化粧道具などを含む。
収蔵品の中核を成すのは、モネ、ルノワール、セザンヌ、ファン・ゴッホ、ピカソといった西洋絵画を中心に、黒田清輝、岸田劉生、杉山寧など日本の絵画、東洋陶磁やガラス工芸から現代アートまで、世界的な評価の高い作品が多数。
常設展示のほか、各種の企画展示、講演会、ギャラリートークなどの普及活動を行っている。
大日本印刷（DNP）子会社と協力して2018年より、所蔵作品の画像データ貸し出しを行っている。

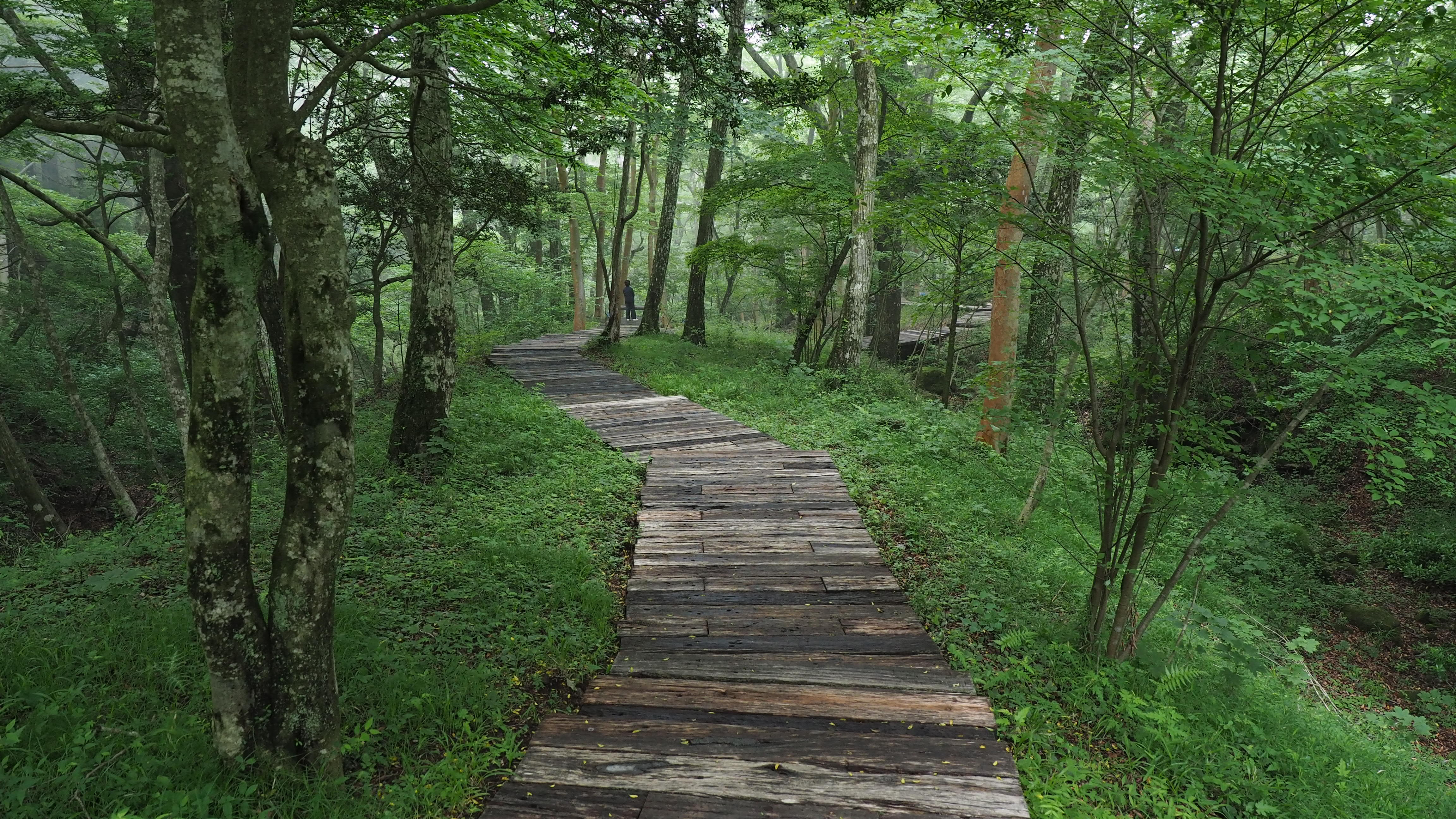
遊歩道

2013年に富士箱根伊豆国立公園の立地を生かした遊歩道「風の遊ぶ散歩道」をオープンした。広葉樹林のなかに全長約1ｋｍの木道が設置されている。

## 主な収蔵作品
- ルノワール『レースの帽子の少女』（1891年）
- モネ『睡蓮の池』（1899年）
- エドガー・ドガ『休息する二人の踊り子』（1900 - 1905年頃）
- セザンヌ『砂糖壷、梨とテーブルクロス』（1893 - 1894年）
- ジョルジュ・スーラ『グランカンの干潮』（1885年）
- アンリ・ルソー『エッフェル塔とトロカデロ宮殿の眺望』（1896 - 1898年）
- シャガール『私と村』（1923 - 1924年頃）
- アメデオ・モディリアーニ『ルニア・チェコフスカの肖像』（1917年）
- ゴッホ『アザミの花』（1890年）
- ゴーギャン『異国のエヴァ』（1890 - 1894年）
- パブロ・ピカソ 『海辺の母子像』（1902年）
- 黒田清輝『野辺』（1907年）
- 岡田三郎助『あやめの衣』[6]（1927年）
- 杉山寧『洸』（1992年）
- 関根正二『子供』（1918年）

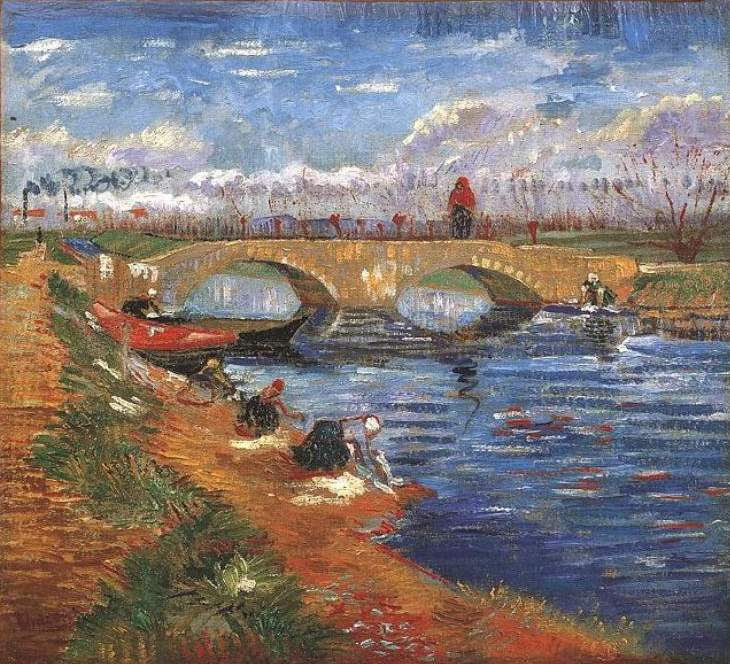
ゴッホ『ヴィゲラ運河にかかるグレーズ橋』1888年
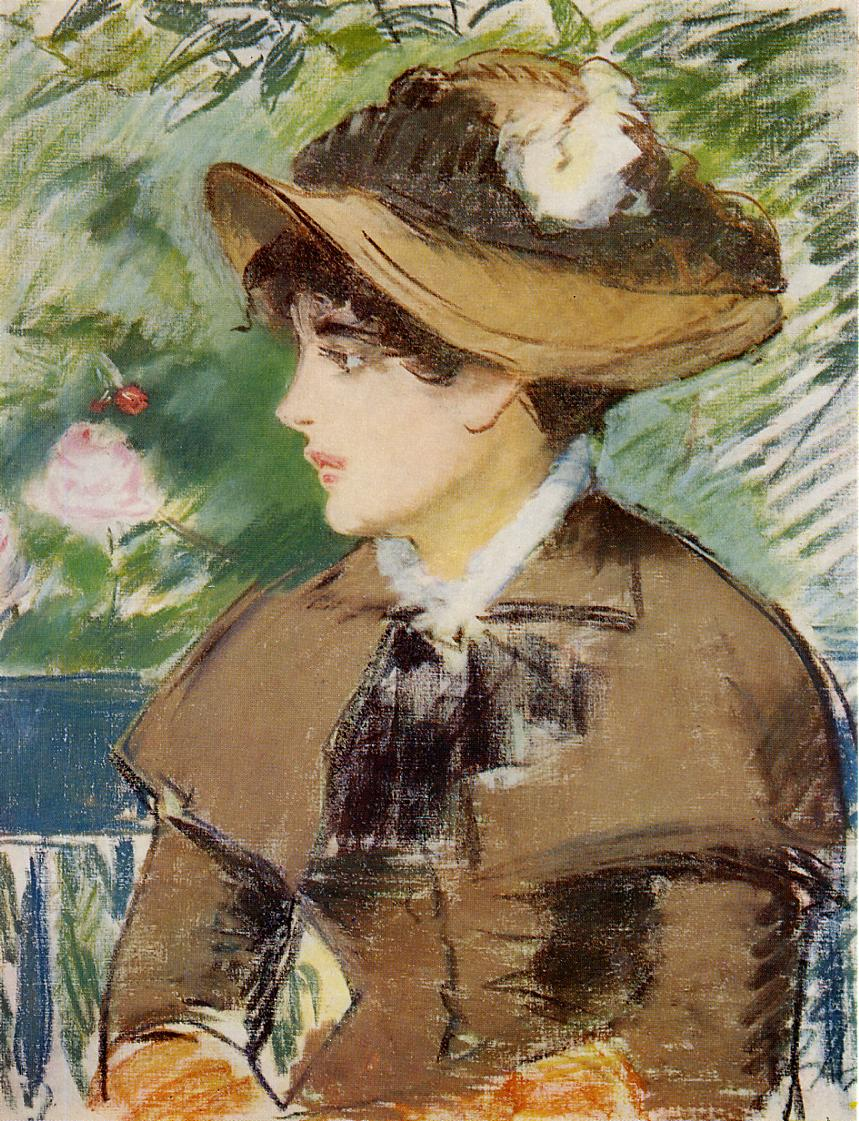
マネ『ベンチにて』1879年（パステル）
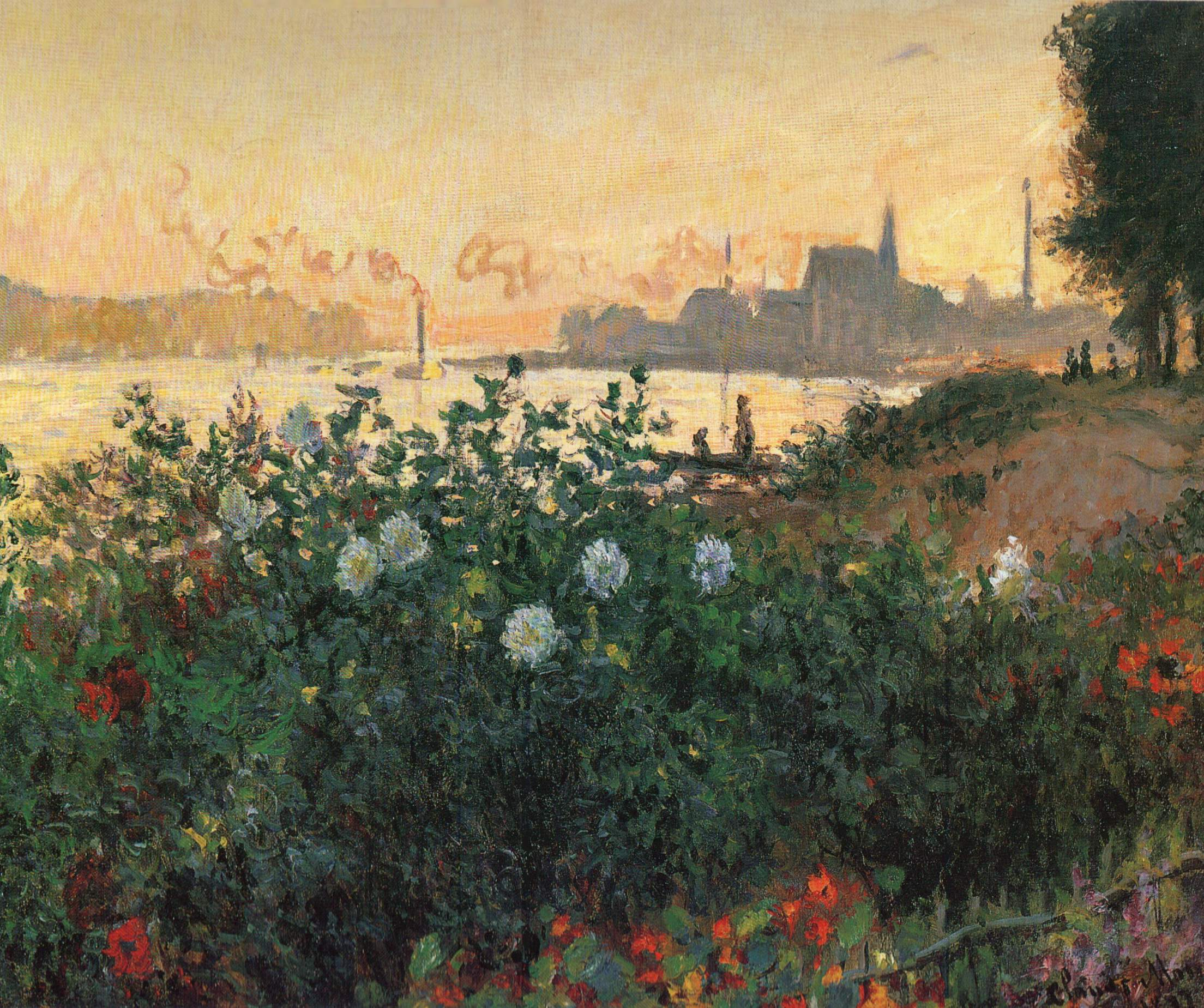
モネ『花咲く堤、アルジャントゥイユ』1877年
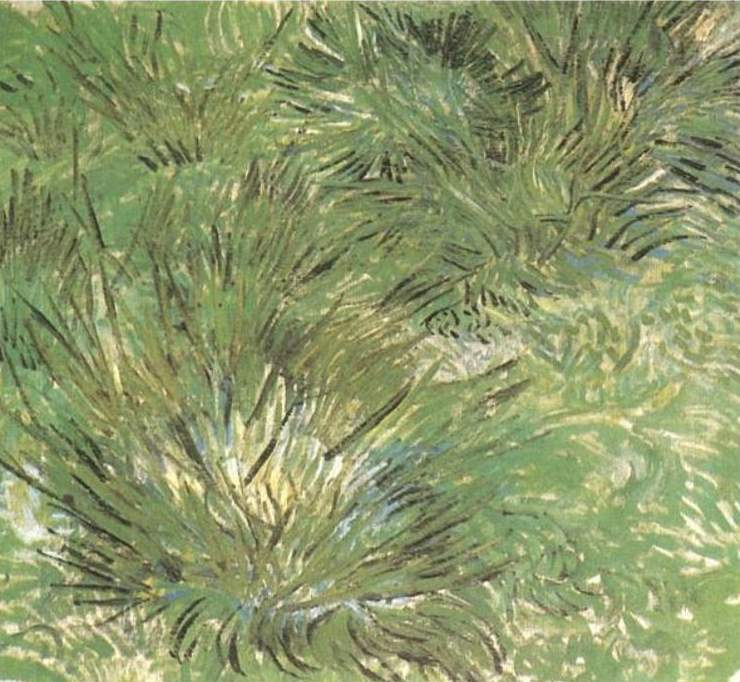
ゴッホ『草むら』1889年
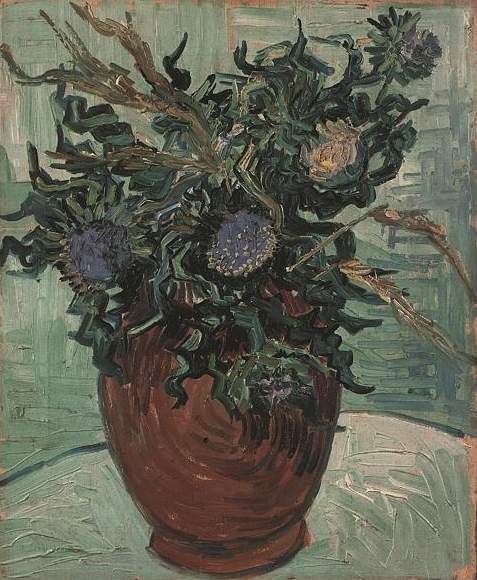
ゴッホ『アザミの花』1890年
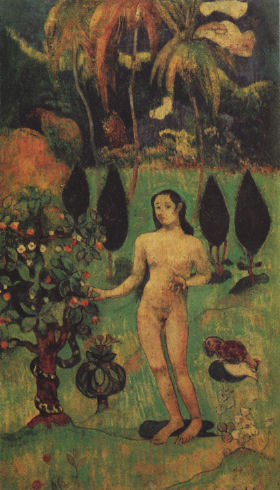
ゴーギャン『異国のエヴァ』1890/1894年
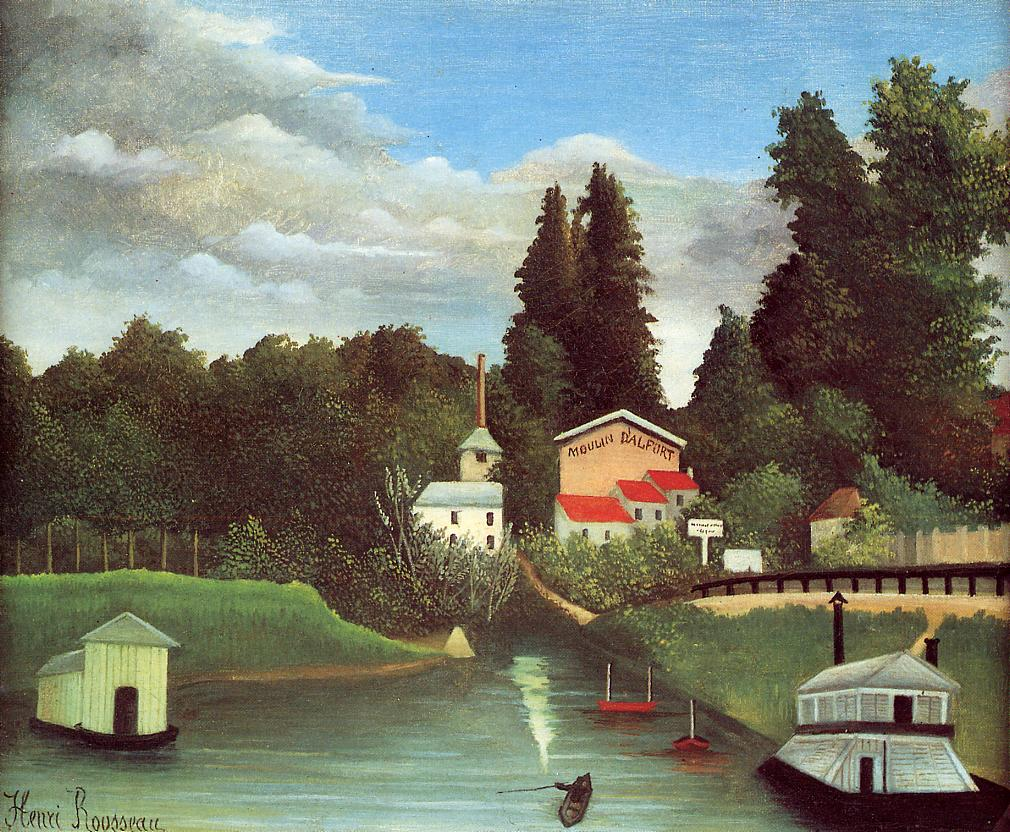
アンリ・ルソー『ムーラン・ダルフォール』1895年頃
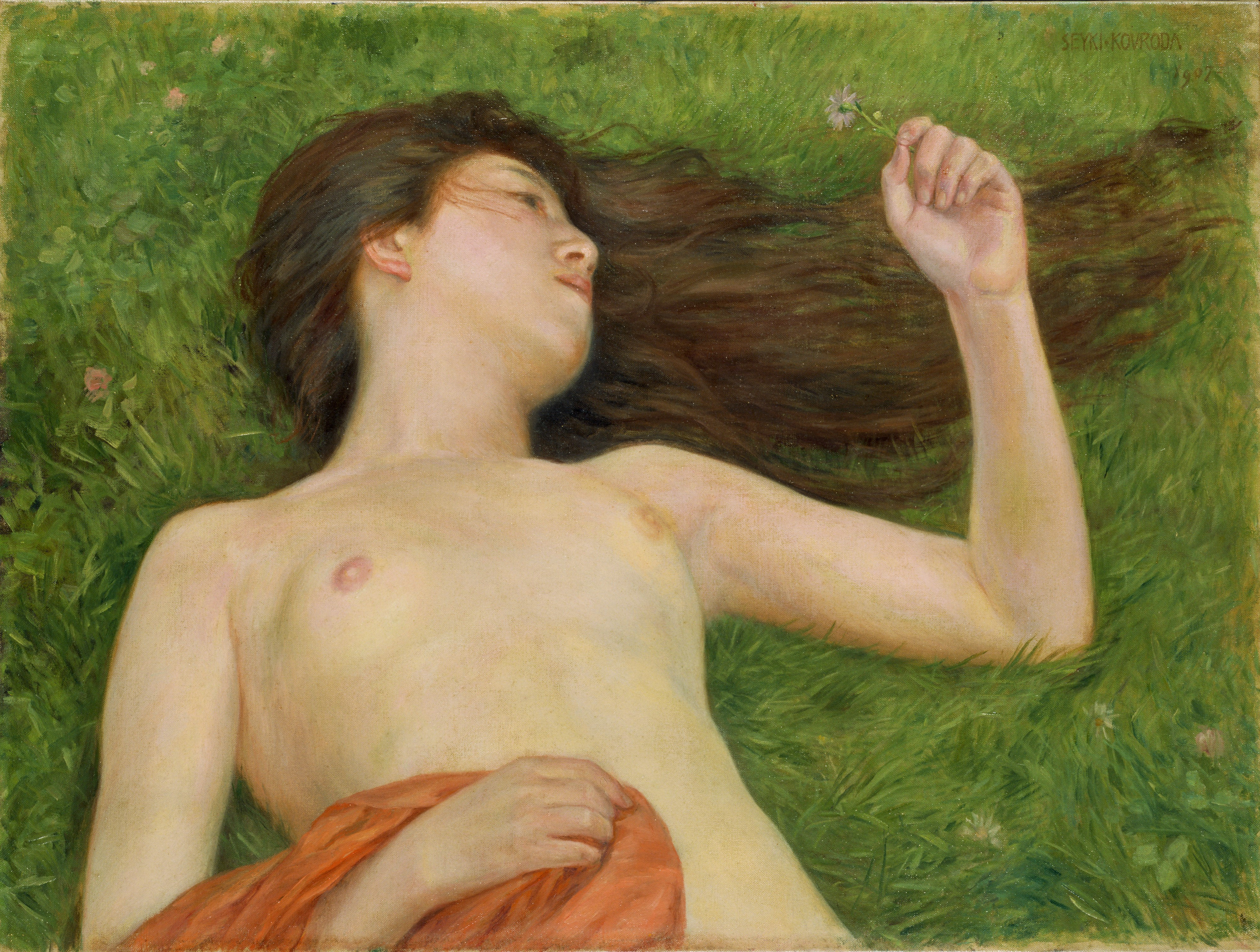
黒田清輝『野辺』1907年
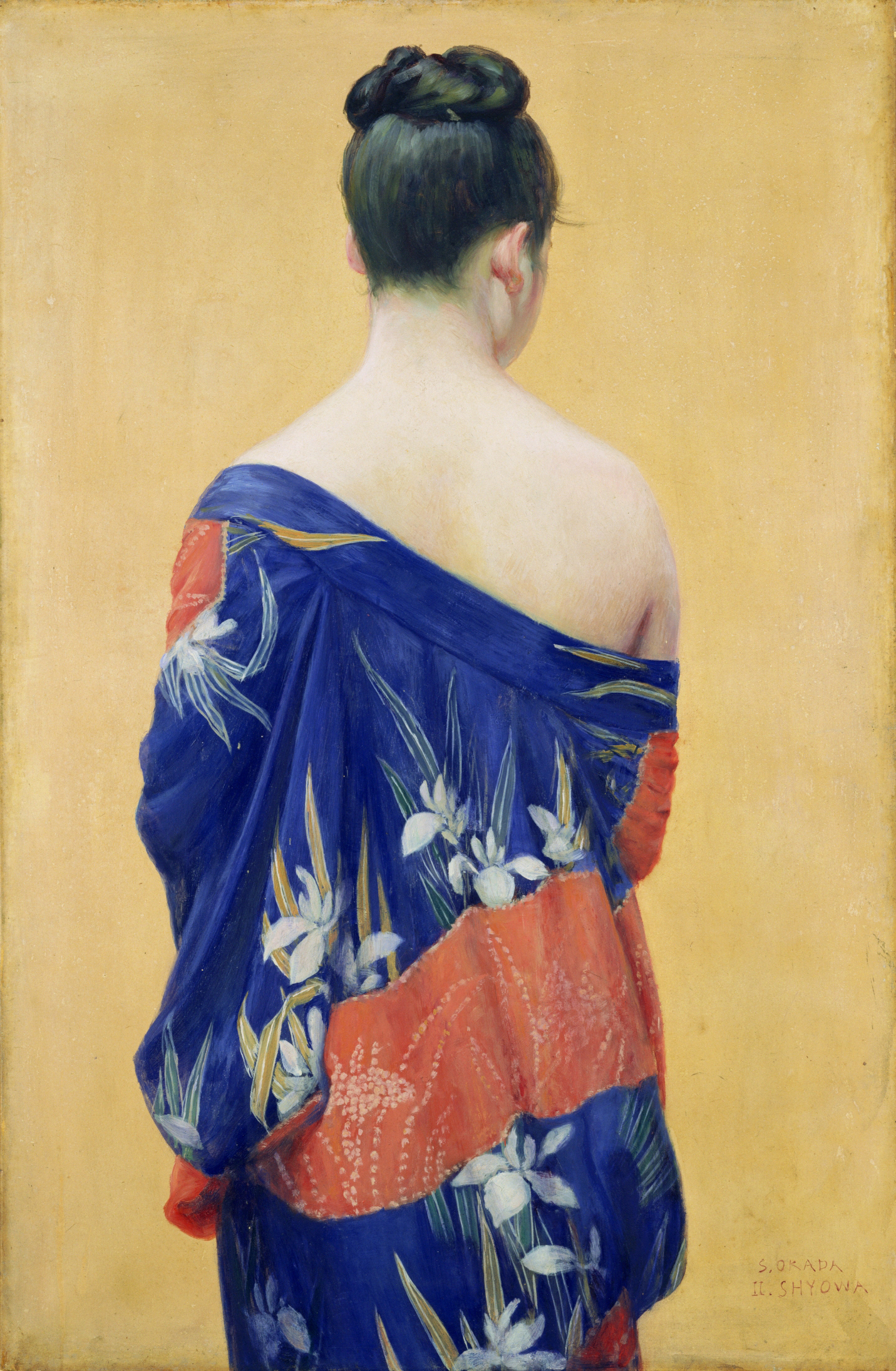
岡田三郎助『あやめの衣』1927年

## 交通概要
- JR東海道本線・東海道新幹線・小田急小田原線小田原駅または小田急箱根箱根湯本駅よりタクシー利用。
- 箱根登山鉄道強羅駅とポーラ美術館を結ぶ無料送迎バスが1日13便、約30分間隔で運行しています。
- 小田急箱根強羅駅より観光施設めぐりバスにて「ポーラ美術館」下車 徒歩0分。
- 箱根登山バス・小田急ハイウェイバス「仙郷楼前」より観光施設めぐりバスに乗り換える方法もある。

## 建築概要
- 竣工 - 2002年5月25日[3]
- 設計 - 日建設計（担当の安田幸一は現在、東工大教授）
- 施工 - 竹中工務店[3]
- 敷地面積 - 56,919.91m2[3]
- 建築面積 - 3,389.04m2[3]
- 延床面積 - 8,098.04m2